# 李錫庚
李锡庚（？—？），直隸省永平府樂亭縣人，清朝政治人物、進士出身。
光绪十五年己丑科（1889年），登進士；同年五月，著交吏部掣签，分发各省以知县即用。后授广东惠安知县。